# Partido Nacionalista de Lanzarote
Die Partido Nacionalista de Lanzarote (PNL) ist eine regionale politische Partei der Nationalisten der Kanarischen Insel Lanzarote, Spanien.
Die Partei mit Sitz in Arrecife, die sich selbst als fortschrittliche Mitte bezeichnet, wurde 1996 mit der Absicht gegründet, sich besonders den Problemen der Insel Lanzarote zu stellen. Juan Carlos Becerra Robayna ist zurzeit (Stand: 2007) ihr Vorsitzender und Abgeordneter im Kanarischen Parlament. Die PNL, mit den Parteifarben grün und weiß, hat sich aus der Coalición Canaria abgespaltet.
2006 einigten sich die PNL und die Partei Nueva Canarias als Zusammenschluss unter der Bezeichnung PNL-NC zu den Kommunalwahlen am 27. Mai 2007 anzutreten.